# اختبار شفوي

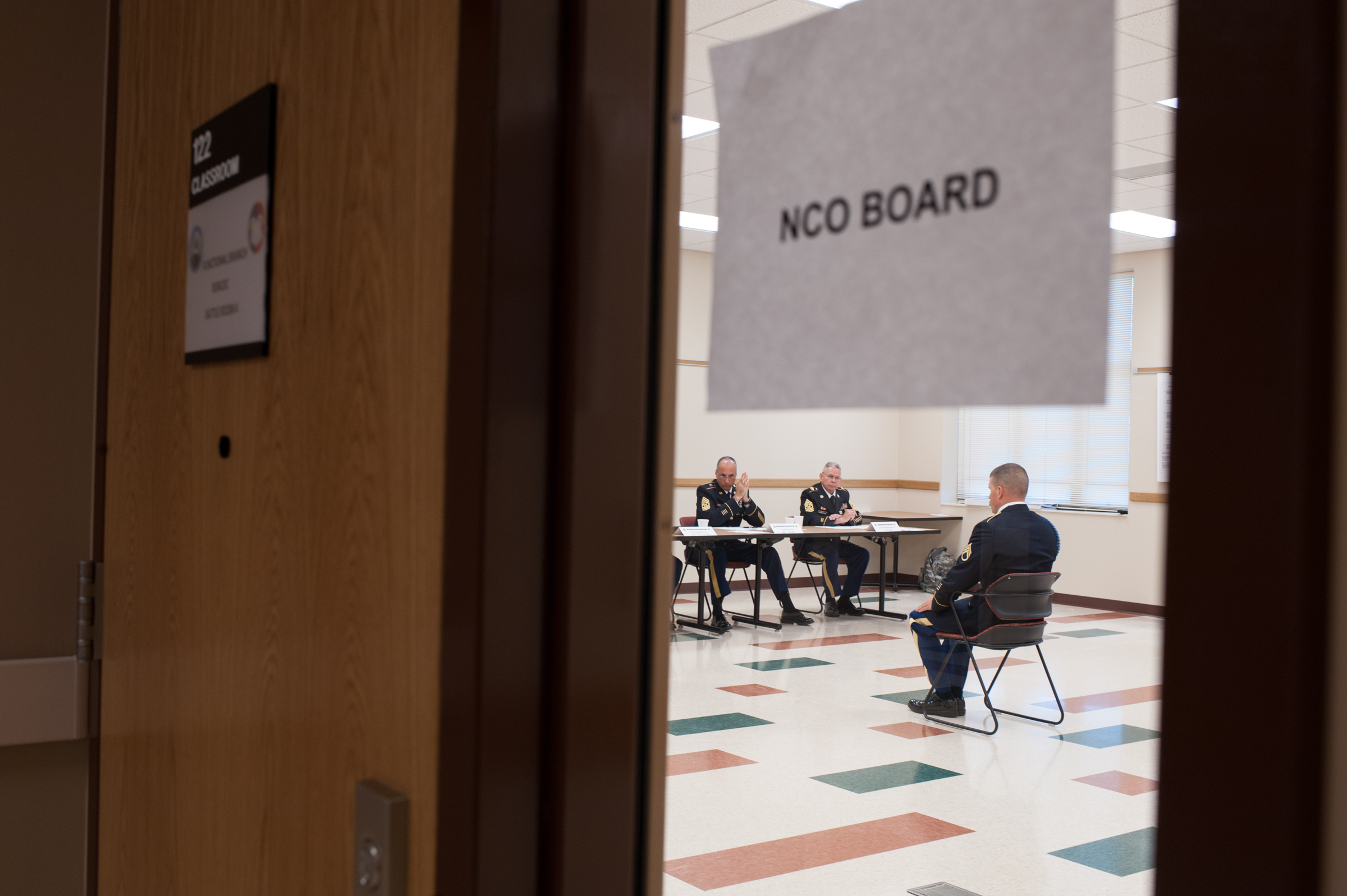
مسابقة أفضل محارب في الجيش الأمريكي الاحتياطي لعام 2013

الاختبار الشفوي والذي له عدة مسميات منها الفيفا فوس وتعني الإفادات الشفوية وريغوروسم بالألمانية. وهو طريقة اختبار معتمدة في عدد من المدارس والتخصصات والتي تقوم على أن يسأل الممتحنُ الطالبَ شفوياً وليس كتابةً، ويتوجب على الطالب الإجابة بأسلوب يدل على إلمامه التام بالمادة ليجتاز الاختبار. فيما يساعد الاختبار الشفوي كذلك على خفض خطر منح طالبٍ استعان بمختص لكتابة رسالته أو أطروحته ولكنه لا يحجمها.

## نظرة عامة
العديد من البرامج العلمية تتطلب متابعة من الطلاب الذين يسعون للحصول على درجة البكالوريوس لإنهاء البرامج من خلال إجراء اختبار أو مجموعة من الاختبارات الشفويه والكتابية لأظهار مدى استيعاب الطالب للمواد التي درسها في البرنامج، وعادة ما تتوفر ادلة ومناهج دراسية حتى يتمكن الطلاب الاستعداد للاختبار من خلال مراجعة أسئلة التدريبات والمواضيع التي على الأرجح ان تضمن في الاختبار، هناك مجموعة صغيره ولكنا متنامية من الادبيات عن استخدام الاختبارات الشفوية في التعليم الجامعي في العالم الناطق باللغة الإنجليزية.
تعمد بعض  كليات الطب إلى إجراء امتحانات شفوية لطلاب السنة الثانية والثالثة لاختبار المعرفة لديهم. وليس ذلك فحسب، بل أيضًا لاختبار  فدرتهم على الاستجابة الفورية. إذ يُطلب من الطلبة بإجراء اختبار شفهي قبل منحهم درجة الدكتوراه. وقد تسمح بعض الجامعات بخيار إما إجراء امتحانات كتابية وشفوية أو إكمال مشروع أو كتابة أطروحة، ولكن في بعض الأحيان، تكون جميع الخيارات الثلاث مطلوبة للتخرج. جديرٌ بالذكر أن الامتحانات الشفوية تختلف عن مناقشة الأطروحة، إذ أن الأسئلة في الأخيرة أكثر دقة ومحددة لموضوع الأطروحة.
يُسمح أحيانًا لطلاب الدراسات العليا باختيار مختبريهم للامتحانات الشفوية.
يتم تقديم الامتحان الشفوي احيانا في المدارس كبديل إلى امتحان التحريري للطلاب الذين لديهم صعوبات التعلم كالطلاب اللذين يعانون من عسر الكتابة واضطراب التنسيق التنموي أو اضطراب التعلم غير اللفظي وكثير من الأحيان يطلب أولياء أمور الطلاب إعطاء الامتحان الشفوي لاطفالهم بدلاً من الامتحان التحريري
مطلوب أيضا كجزء من امتحان تجريبي خاص شفوي لإدارة الطيران الفيدرالية وهيئة الطيران المدني (المملكة المتحدة) التجريبي للطيارين المستقبليين.حيث يتم إجراء اختبار شفهي أيضًا من قبل وكالة البحرية وخفر السواحل في المملكة المتحدة لغرض إصدار شهادة اختصاصات الضباط البحرية التجارية وضباط سطح السفينة والمحركات.
الفيفا فوس هو أحد مكونات امتحانات دبلوم الموسيقى التي تديرها (ABRSM المجلس المشارك للمدارس الملكية للموسيقى) وكلية ترينيتي للموسيقى وكلية لندن للموسيقى حيث يطرح المختبرون سلسلة من الأسئلة حول القطع التي المختاره من قبل الملحن والعصر الموسيقي اعتمادا على لوحة الامتحان وقد يُطلب من المرشحين أيضًا القيام بكتابة قصيرة على الجزء الخاص بقطعهم.